# Klaas Vantornout
Klaas Vantornout (ur. 19 maja 1982 w Roeselare) – belgijski kolarz przełajowy i szosowy, dwukrotny medalista mistrzostw świata.

## Kariera
Pierwszy sukces w karierze Klaas Vantornout osiągnął w 2010 roku, kiedy zdobył srebrny medal w kategorii elite podczas mistrzostw świata w Taborze. W zawodach tych wyprzedził go jedynie Czech Zdeněk Štybar, a trzecie miejsce zajął kolejny Belg, Sven Nys. Wynik ten powtórzył na rozgrywanych trzy lata później mistrzostwach świata w Louisville, gdzie lepszy był tylko Sven Nys, a na najniższym stopniu podium stanął Holender Lars van der Haar. Kilkakrotnie zdobywał medale mistrzostw kraju, w tym złoty w 2012 roku. Najlepsze wyniki w Pucharze Świata w kolarstwie przełajowym osiągał w sezonach 2009/2010 i 2011/2012, kiedy był czwarty w klasyfikacji generalnej. Brał też udział w wyścigach szosowych, jednak bez większych sukcesów. 